# 9-й уланский полк (Великобритания)
9-й Её Величества королевский уланский полк (англ. 9th Queen's Royal Lancers) — кавалерийский и танковый полк Британской армии, существовавший в 1715—1960 годах. Участвовал во многих вооружённых конфликтах Великобритании, в том числе обеих мировых войнах. Пережил первые послевоенные сокращения вооружённых сил, однако в 1960 году объединён с 12-м уланским полком в 9/12-й уланский полк.

## История

### Ранняя история

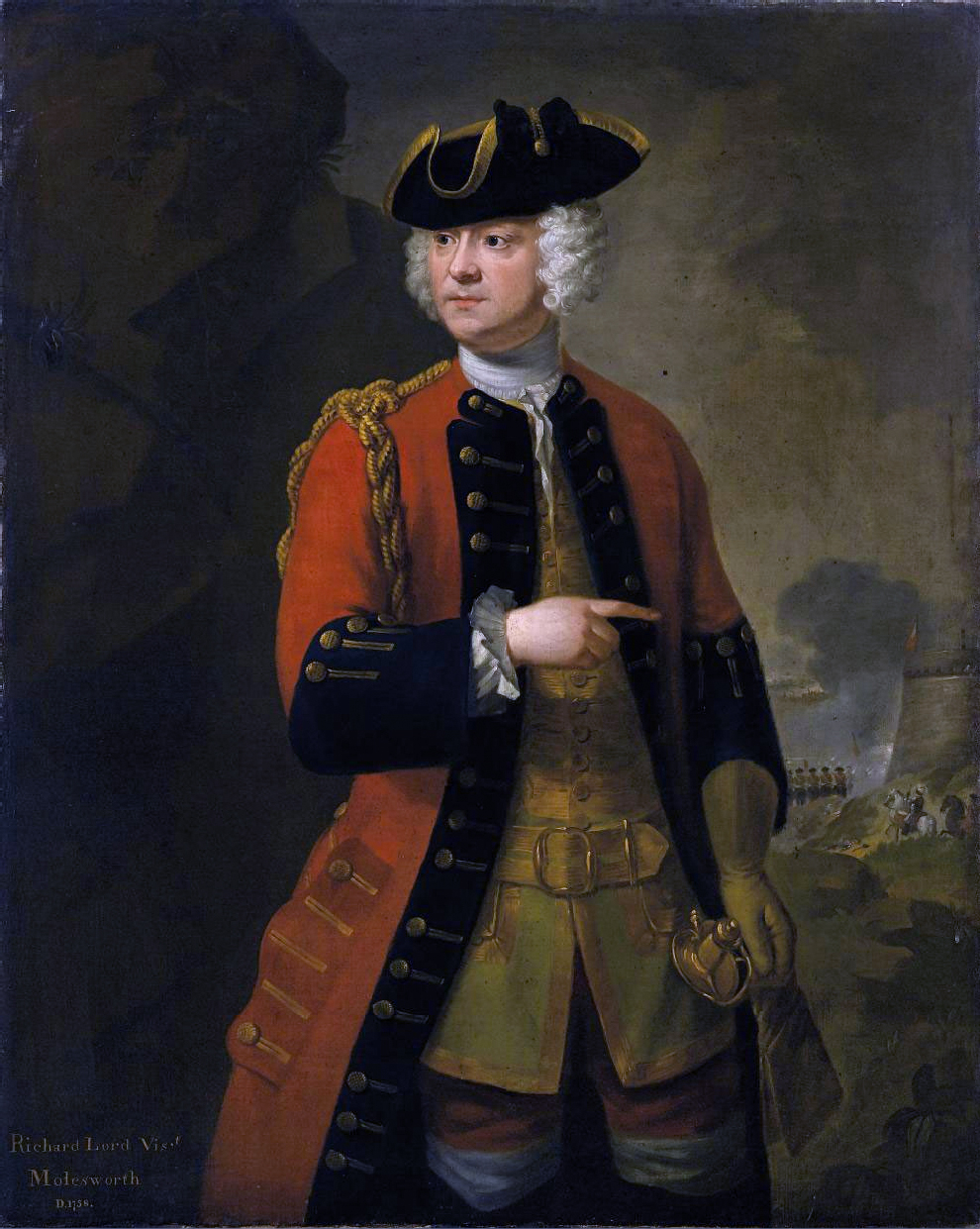
Ричард Молсворт, 3-й виконт Молсворт, командир полка с 1732 года

Полк был создан генерал-майором Оуэном Уинном под названием Драгунский полк Оуэна Уинна (англ. Owen Wynne's Regiment of Dragoons) в Бедфорде в 1715 году в ответ на вспыхнувшее якобитское восстание. В конце 1715 года полк принял боевое крещение в сражении против якобитов при Уигане. В 1717 году полк высадился в ирландском Баллинробе, начав там нести службу. В 1719 году полк был переименован в 9-й драгунский полк (англ. 9th Dragoons), с 1751 года значился в документах как 9-й полк драгунов (англ. 9th Regiment of Dragoons), а с 1783 года — 9-й полк (лёгких) драгунов (англ. 9th Regiment of (Light) Dragoons). Во время восстания в Ирландии участвовал в сражениях против ирландских мятежников при Килкаллене 24 мая 1798 года и при Карлоу 25 мая 1798 года, разбив их после атаки из засады. Полк также сражался 24 июня того же года у холма Винегар.
В октябре 1806 года полк участвовал в неудачной экспедиции Сэмюэла Окмьюти в королевство Рио-де-Ла-Плата, а также захвате Монтевидео в феврале 1807 года во время англо-испанской войны. Осенью 1809 года полк участвовал в Голландской экспедиции, которая обернулась катастрофой: 152 солдата умерли от лихорадки. Позже полк высадился в Португалии и участвовал в Пиренейских войнах: в октябре 1811 года битве при Арройо дос Молинос он захватил в плен французского генерала де Брюна, в марте 1812 года осаждал Бадахос. В апреле 1813 года вернулся в Англию, с 1816 года был преобразован в уланский полк и получил имя 9-й (или королевский Её Величества) уланский полк (англ. 9th (or Queen's Royal) Lancers) в честь королевы Аделаиды.

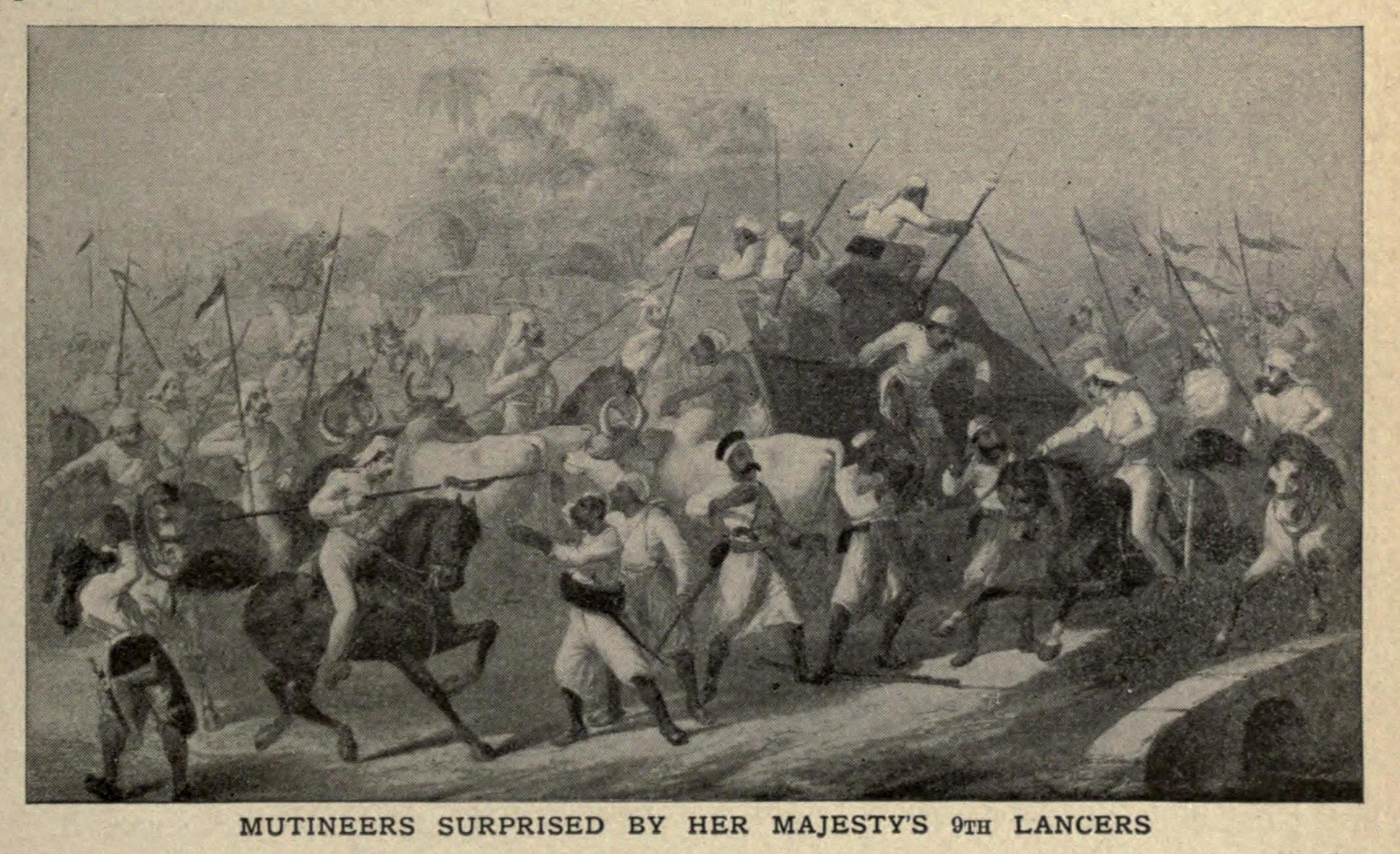
Бой 9-го уланского полка против сипаев в 1857 году

В 1842 году полк прибыл в Индию, в декабре 1843 года во время Гвалиорской кампании участвовал в битве при Пунньяре. В феврале 1846 года во время Первой англо-сикхской войны участвовал в битве при Собраоне, а в феврале 1849 года во время Второй англо-сикхской войны в сражении при Гуджрате отметился успешной атакой. Во время восстания сипаев летом 1857 года полк отличился при осаде Дели и осаде Лакхнау, а весной 1858 года при штурме Лакхнау; полк, который получил от сипаев прозвище «Копейщики Дели» (англ. The Dehli Spearmen), удостоился 12 Креста Виктории. Действия кавалерии называли «прекрасным идеалом того, какой должна быть британская кавалерия в странах Востока» (англ. The beau ideal of all that British Cavalry ought to be in Oriental countries). С 1861 года полк известен как 9-й (её Величества королевский) уланский полк (англ. 9th (The Queen's Royal) Lancers).

### Вторая англо-афганская война

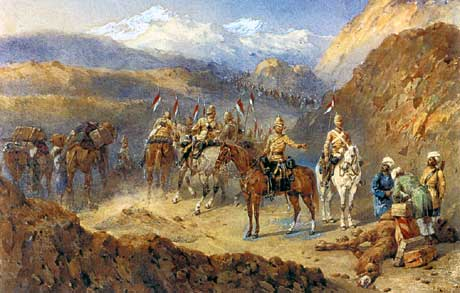
Картина Ричарда Кейтона Вудвиля «9-й уланский полк на марше из Кабула в Кандагар»

В 1878 году полк отправился в Афганистан, пройдя в марте 1879 года в составе кавалерийской бригады генерала Хью Генри Гофа Хайберский проход. В сентябре 1879 года афганцами в Кабуле были убиты британский посол и его эскорт, а через месяц полк участвовал в сражении при Чарасиабе во время наступления генерала Робертса на Кабул. В декабре 1879 года в сражении при Килла-Кази погиб командир полка, подполковник Роберт Клеланд, который вёл полк в атаку. Об этом писал генерал-майор Фредерик Робертс:

Атаку возглавили подполковник Клеланд и капитан Невилл, первый был смертельно ранен. Однако земля, предназначенная для орошения и пересечённая каналами, так замедлила нашу кавалерию, что атака, пусть и героическая, почти не впечатлила превосходящие силы противника. Попытка, конечно, была стоящей, и не было вины наших храбрых солдат в том, что она не удалась.
Оригинальный текст (англ.)The charge was led by Lieutenant-Colonel Cleland and Captain Neville, the former of whom fell dangerously wounded: but the ground, terraced for irrigation purposes and intersected by nullahs, so impeded our cavalry that the charge, heroic as it was, made little or no impression upon the overwhelming numbers of the enemy. The effort, however, was worthy and that it failed in its object was no fault of our gallant soldiers.

Эскадрон полка участвовал во втором сражении при Чарасиабе в апреле 1880 года, затем под командованием подполковника Генри Бушмана сражался в сентябре 1880 года в битве при Кандагаре, в которой были разбиты войска Аюб-хана.

### Вторая англо-бурская война
Во время второй англо-бурской войны полк участвовал в следующих битвах: в ноябре 1899 года — при Бельмонте и на реке Моддер, в декабре 1899 года — у Магерсфонтейна, в феврале 1900 года осаждал Кимберли и сражался при Пардеберге (тогда же капитулировал Пит Кронье).
После войны полк вернулся в Сиалкот (Пенджаб). В январе 1903 года на церемонию в рамках Делийского дарбара отправился герцог Коннаутский, который намеревался появиться в окружении свиты в лице уланов 9-го полка, однако полку запретили участвовать в церемониях в связи с тем, что британские власти отказались оглашать имена убийц одного индийского повара — убитый незадолго до смерти утверждал, что это сделал кто-то из уланов (пресса утверждала, что убийцы якобы сами метили на место повара). Вице-король Индии лорд Керзон настаивал на коллективном наказании в отношении всего полка, чтобы предотвратить пьяные драки британских солдат с местными и не допустить сокрытия обстоятельств дела офицерами полка. Весь полк позже перевели в Равалпинди.

### Первая мировая война
В августе 1914 года полк прибыл во Францию в составе 2-й кавалерийской бригады 1-й кавалерийской дивизии. Капитан полка Фрэнсис Гренфелл был отмечен Крестом Виктории за свои действия по спасению орудий 119-й батареи Королевской полевой артиллерии, предпринятые 24 августа 1914 года (погиб 24 мая 1915 года; также был убит его брат-близнец Риверсдейл, офицер йоменства, служивший в 9-м уланском полку).
7 сентября 1914 года полк участвовал в последней крупной британской кавалерийской атаке Первой мировой войны в Монсель-а-Фретуа: подполковник Дэвид Кэмпбелл возглавил атаку двух отрядов из эскадрона B против прусских гвардейских драгунов и смял их ряды.

### Межвоенные годы

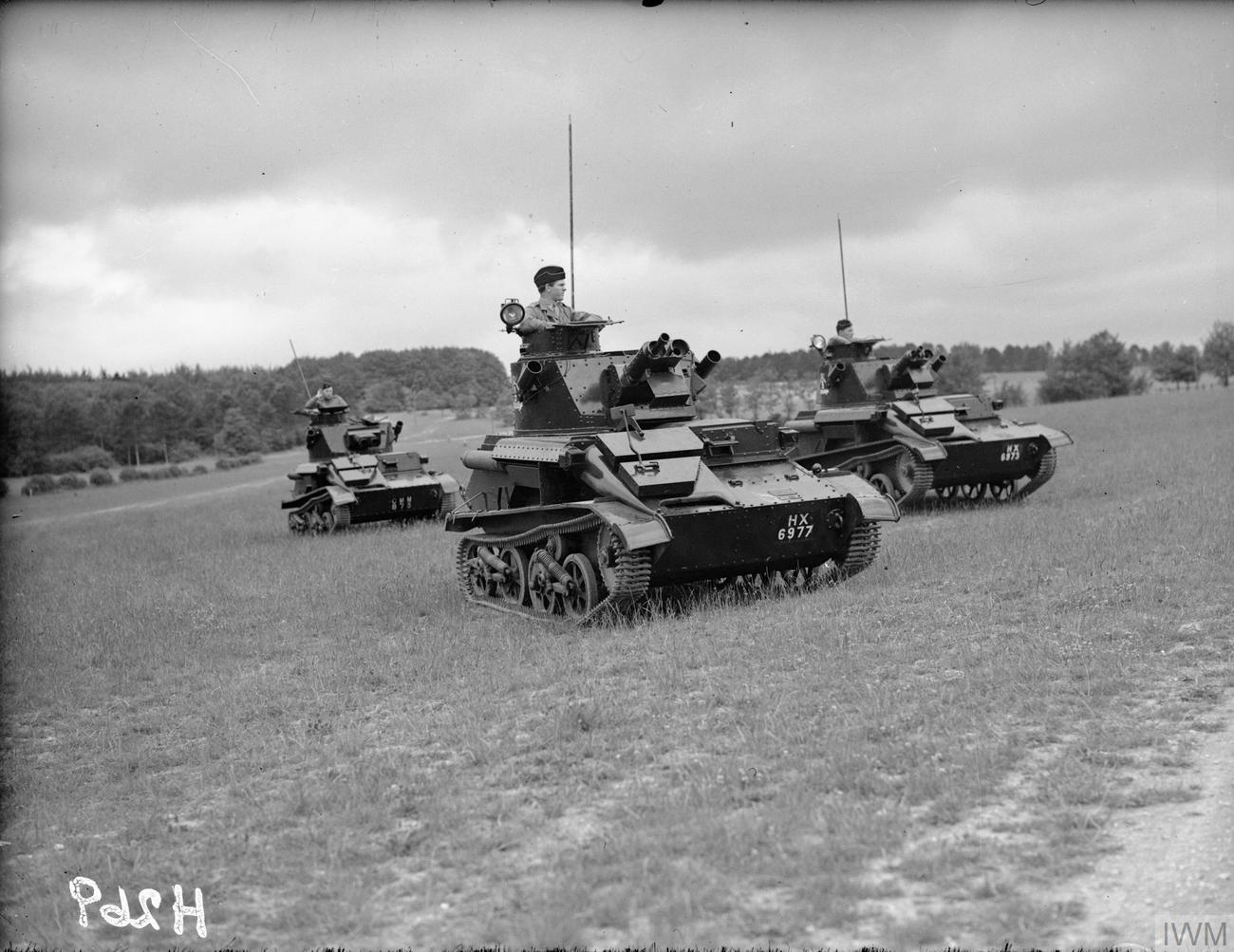
Танки Light Tank Mk VI 9-го уланского полка на учениях в Тидуворте, Уилтшир, 1938 год

В 1921 году полк был переименован в 9-й Её Величества королевский уланский полк (англ. 9th Queen's Royal Lancers) в 1921 году. Во время войны за независимость Ирландии 23 марта 1921 года в ходе боя из засады в Скрамодже полк потерял девять человек убитыми.
Позже в межвоенные годы зашла речь о необходимости пересмотреть роль кавалерии в современном военном деле: с 1928 года уланские пики остались только церемониальным оружием, использующимся при разводе караула и на парадах. 9-й уланский полк отказался от них в 1932 году, а в 1936 году отказался от лошадей. Весной 1938 года была образована 1-я бронетанковая дивизия (она же 1-я мобильная дивизия), куда вошла 2-я бронетанковая бригада вместе с 9-м уланским полком в качестве бронетанкового подразделения.

### Вторая мировая война

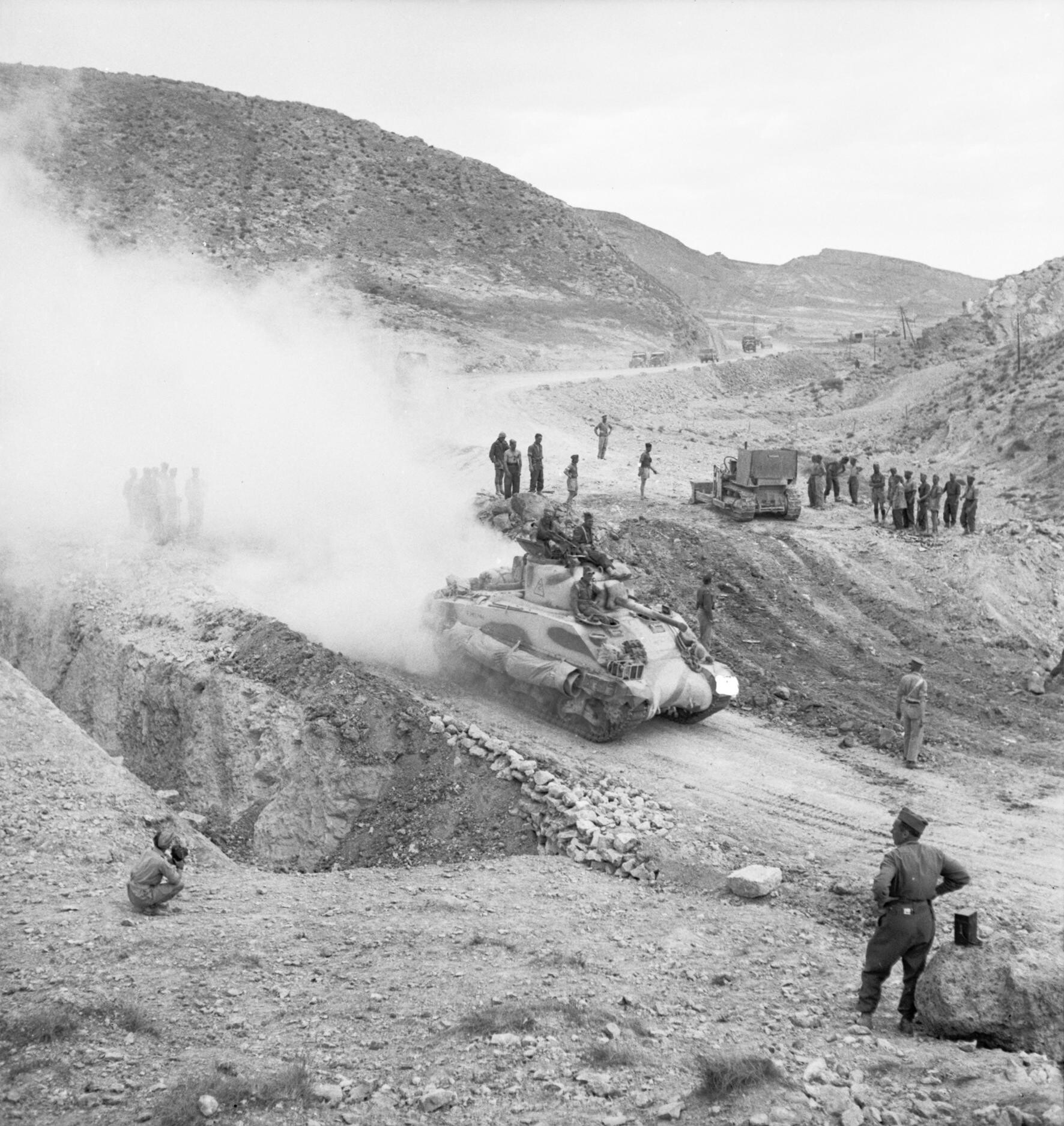
Танки «Шерман» 9-го уланского полка в перевале Габес, Тунис, 7 апреля 1943 года

20 мая 1940 года 9-й уланский полк высадился во Франции, чтобы обеспечить прикрытие отступления франко-бельгийско-британских войск во время Французской кампании вермахта. После отступления в Англию полк затем высадился в сентябре 1941 года в Северной Африке и принял участие в Первом сражении при Эль-Аламейне в июле 1942 года. Генерал Ричард Маккрири писал следующее об участии полка в обороне Египта и боях при Эль-Аламейне:

9-й уланский полк участвовал во множестве решающих сражений, но не было подобных тому, каким было отступление из Найтсбриджа и отход к югу от Газалы в Эль-Аламейн. Многие думают, что Египет удалось спасти только после того, как 8-я армия отразила последнее наступление Роммеля в Западной пустыне в конце августа 1942 года. На самом деле Египет удалось спасти раньше, в первые важнейшие дни июля, когда Роммель бросил свои танки, САУ и машины вдоль хребта Рувейсат плотными формированиями, которых остановили 25-фунтовки и остатки 2-й бронетанковой бригады со своими «тонкокожими» танками «Крусейдер». В этом решающем сражении важную роль сыграл 9-й уланский. Пережив этот трудный отход из Найтсбриджа, когда развернулась битва при Газале с участием 8-й армии, пройдя Соллум и Матрух и приблизившись к хребту Рувейсат, будучи всего в 70 милях от Александрии, 2-я бронетанковая бригада с 9-м уланским полком, чьи танки можно было пересчитать по пальцам, сражалась умело, проявив выносливость и решительность. Воистину тогда был спасён Египет, а после прибытия примерно 6 июля из Сирии 9-й австралийской дивизии наступил перелом в войне.
[...]
Интенсивные учения 9-го уланского полка на танках «Шерман» принесли свои плоды в последующей битве. Как известно миру, под Эль-Аламейном не сразу наступил прорыв. Два месяца Роммель возводил укрепления и проводил глубокое минирование позиций, однако всего за 10 дней «грызни» экипажи танков с их 75-мм орудиями уничтожили намного больше вражеских танков, чем наша пехота к тому моменту.
Оригинальный текст (англ.)The 9th Lancers took part in many decisive battles, none more so perhaps than the long withdrawal from Knightsbridge, south of Gazala, to El Alamein. Many think that Egypt was saved when the Eighth Army defeated Rommel's last big attack in the Western Desert at the end of August 1942. Actually, Egypt was saved earlier during those first few critical days of July when Rommel drove his tanks and self-propelled guns and trucks forward along the Ruweisat Ridge in close formations, to be stopped by the 25-pounders and the remnants of the 2nd Armoured Brigade with their "thin-skinned" Crusader tanks. In this critical action the 9th Lancers took the principal part. Throughout that long withdrawal from Knightsbridge, when the fluctuating Battle of Gazala had finally swung against the Eighth Army, past Sollum and Matruh to the Ruweisat Ridge, only seventy miles from Alexandria, the 2nd Armoured Brigade with the 9th Lancers always there but often reduced to only a handful of tanks, fought on skilfully and with gallant endurance and determination. Egypt was then saved indeed and with the arrival of the 9th Australian Division from Syria about the 6th of July, the tide of the whole war was turned.

[...]

Right well did the intensive training of the 9th Lancers with the Sherman bear fruit in the great battle which followed. As the world knows, the breakthrough at El Alamein did not come quickly. Rommel had had two months to build up defenses and minefields in depth. However, in the ten days "dog-fight" tank crews with their new 75-mm guns were knocking out far more enemy tanks than our infantry appreciated at the time.

Высоко отмечалось мастерство танковых асов, лучшим из которых был капрал Николлс из эскадрона B, подбивший за один день девять танков и принявший благодарность лично от генерала Бернарда Монтгомери. В середине 1944 года полк высадился в Италии: в сентябре он участвовал в сражении при Сан-Савино во время прорыва Готской линии, а весной 1945 года возглавил колонну 8-й армии во время Северо-Итальянской операции и форсировании реки По. За всю войну полк потерял 143 человека убитыми.

### После войны
В декабре 1947 года полк перебазировался в Эдинбург, в казармы Гленкорс, а в 1949 году был переведён в немецкий Детмольд. С июня 1953 года почётным полковником была Елизавета, королева-мать. В мае 1960 года базой полка стали казармы Бёртпор на базе Тидуорт. В сентябре 1960 года было объявлено о слиянии 9-го уланского полка с 12-м уланским полком и образовании 9/12-го уланского полка.

## Полковой музей
В Музее и художественной галерее Дерби есть галерея «Солдатские рассказы» (англ. Soldier's Story Gallery), экспонаты которой связаны с 9-м Её Величества королевским уланским полком.

## Воинские почести
По британским традициям воинские почести присваиваются тем частям, которые проявили себя в различных боях, и представляют собой нанесение символического названия сражения на штандарт полка. 9-му уланскому полку присвоены следующие почести:
- Early wars: Peninsula, Punniar, Sobraon, Chillianwallah, Goojerat, Punjaub, Delhi 1857, Lucknow, Charasiah, Kabul 1879, Kandahar 1880, Afghanistan 1878-80, Modder River, Relief of Kimberley, Paardeberg, South Africa 1899-1902
- The Great War: Mons, Le Cateau, Retreat from Mons, Marne 1914, Aisne 1914, La Bassée 1914, Messines 1914, Armentières 1914, Ypres 1914 '15, Gravenstafel, St. Julien, Frezenberg, Bellewaarde, Somme 1916 '18, Pozières, Flers-Courcelette, Arras 1917, Scarpe 1917, Cambrai 1917 '18, St. Quentin, Rosières, Avre, Amiens, Albert 1918, Hindenburg Line, Pursuit to Mons, France and Flanders 1914-18
- The Second World War: Somme 1940, Withdrawal to Seine, North-West Europe 1940, Saunnu, Gazala, Bir el Aslagh, Sidi Rezegh 1942, Defence of Alamein Line, Ruweisat, Ruweisat Ridge, El Alamein, Tebaga Gap, El Hamma, El Kourzia, Tunis, Creteville Pass, North Africa 1942-43, Coriano, Capture of Forli, Lamone Crossing, Pideura, Defence of Lamone Bridgehead, Argenta Gap, Italy 1944-45

## Кавалеры креста Виктории
- Рядовой Патрик Донохью[англ.] — 28 сентября 1857 (Восстание сипаев)
- Рядовой Джон Фримен[англ.] — 10 октября 1857 (Восстание сипаев)
- Лэнс-капрал Уильям Гоат — 6 марта 1858 (Восстание сипаев)
- Рядовой Томас Хэнкок[англ.] — 19 июня 1857 (Восстание сипаев)
- Сержант (посмертно — лейтенант) Генри Хартиган[англ.] — 8 июня и 10 октября 1857 (Восстание сипаев)
- Лейтенант Альфред Стауэлл Джонс[англ.] — 8 июня 1857 (Восстание сипаев)
- Лэнс-капрал Роберт Келлс — 28 сентября 1857 (Восстание сипаев)
- Рядовой Роберт Ньюэлл[англ.] — 19 марта 1858 (Восстание сипаев)
- Рядовой Джон Пёрселл[англ.] — 19 июня 1857 (Восстание сипаев)
- Рядовой Джеймс Рейнольдс Робертс[англ.] — 28 сентября 1857 (Восстание сипаев)
- Сержант-майор Дэвид Раш[англ.] — 19 марта 1858 (Восстание сипаев)
- Сержант-майор Давид Спенс — 17 января 1858 (Восстание сипаев)
- Капитан Фрэнсис Октавиус Гренфелл — 24 августа 1914 (Первая мировая война)

## Командиры полка
С 1715 по 1960 годы полком командовали следующие люди:
9-й драгунский полк (чаще известный по именам командира)
- 1715: генерал-майор Оуэн Уинн[англ.]
- 1719: полковник Джеймс Крофтс[англ.]
- 1732: подполковник Ричард, виконт Молсворт
- 1737: полковник Джон Коуп[англ.]
- 1742: полковник Джон Браун[англ.]
- 1743: полковник Генри де Гранже[англ.]
- 1749: генерал-лейтенант Джордж Рид[англ.]

9-й драгунский полк (с 1 июля 1751 года, в некоторых источниках указывалось имя командира)
- 1756: Джеймс Джорден (англ. James Jorden)
- 1756: полковник Филипп Хонивуд[англ.]
- 1759: Генри Уитли (англ. Henry Whitley)
- 1771: генерал-майор Джеймс Джонстон[англ.]
- 1773: полковник Флауэр Мочер[англ.]

9-й лёгкий драгунский полк (с 1783)
- 1801—1837: генерал Джеймс, граф Росслин

9-й Её Величества королевский драгунский полк (с 1830, назван в честь королевы Аделаиды)
- 1837—1839: генерал-лейтенант Сэмюэл Нид (англ. Samuel Need)
- 1839—1865: генерал сэр Джеймс Уоллес Слей[англ.]
- 1865—1875: генерал сэр Джеймс Хоуп Грант
- 1875—1891: генерал сэр Арчибальд Литтл (англ. Archibald Little)
- 1891—1900: генерал-лейтенант сэр Уильям Драйсдейл (англ. William Drysdale)
- 1900—1930: генерал-майор сэр Генри Огастас Бушмен (англ. Henry Augustus Bushman)
- 1930—1936: генерал сэр Дэвид Грэм Маскет Кэмпбелл[англ.]
- 1936—1940: бригадный генерал Дезмонд Джон Эдвард Бил-Браун (англ. Desmond John Edward Beale-Brown)
- 1940—1950: генерал-майор Чарльз Уэйк Норман[англ.]
- 1950—1960: бригадир сэр Кристофер Генри Максвелл Пето[англ.]